# Sigrid Sundby
Sigrid Milfrid Sundby (Rakkestad, 13 juli 1942 – Oslo, 24 juli 1977) was een Noors langebaanschaatser.

## Loopbaan
Sundby was tussen 1963 en 1973 negen keer Noors allroundkampioen. In 1972 en 1973 werd ze tevens nationaal kampioen op de sprintvierkamp. Ze nam drie keer deel aan de Olympische Winterspelen. Op de Olympische Winterspelen 1968 in Grenoble haalde ze de beste resultaten met een vierde plaats op de 1500 meter en een zesde plaats op de 500 en 1000 meter. Op het wereldkampioenschap allround 1970 haalde ze een bronzen plek achter de Nederlanders Atje Keulen-Deelstra en Stien Kaiser.
Kort na de Olympische Winterspelen 1976 werd Sundby, inmiddels rijdend onder haar getrouwde naam Sigrid Dybedahl, ernstig ziek. Ze stierf in 1977 op 35-jarige leeftijd.